# Elsa (Löwin)
Elsa (* Januar 1956; † 24. Januar 1961) war eine Löwin, die vom Naturforscher-Ehepaar George und Joy Adamson in Kenia so genannt und zusammen mit deren zwei Geschwistern von ihnen aufgezogen wurde. Elsa starb an Babesiose.

## Bücher und Verfilmungen
Joy Adamson dokumentierte das Leben von Elsa in drei Büchern:
- Frei geboren. Eine Löwin in zwei Welten (engl. Born Free)
- Die Löwin Elsa und ihre Jungen (engl. Living Free)
- Für immer frei (engl. Forever Free)

Born Free wurde in 33 Sprachen übersetzt und die Elsa-Bücher sind noch heute populär. Der größte Teil des Erlöses der ersten Auflagen wurde für die von Joy Adamson ins Leben gerufene Elsa Wild Animal Appeal Organisation verwendet, die dem Schutz von wildlebenden Tieren und ihrer Lebensräume gewidmet war.
Die BBC verfilmte 1965 diese wahre Geschichte in dem Film Born Free (deutsch: Frei geboren – Königin der Wildnis). Die Hauptdarsteller in diesem Film, Virginia McKenna und ihr Mann Bill Travers (für Joy und George Adamson), gründeten 1984 die Born Free Foundation, weil sie durch die Arbeit am Film in Afrika mit zahmen und wilden Tieren sehr beeindruckt worden waren.